# Damian Kądzior
Damian Kądzior (Białystok, 16. lipnja 1992.) poljski je nogometaš i bivši reprezentativac koji igra na poziciji desnog krila. Trenutačno igra za poljski drugoligaški klub  Tychy.

## Igračka karijera
u ljeto 2018. godine potpisao je za višestrukog prvaka Hrvatske, Dinamo Zagreb. Dana 3. kolovoza 2018. godine upisao je prvi nastup za Dinamo u pobjedi (3:0) protiv Istre. Prvi pogodak za zagrebački klub postigao je 23. rujna 2018. godine u pobjedi (5:3) nad Interom iz Zaprešića.
Damian Kadzior je proglašen najboljim igračem kluba za 2020. godinu.
Dana 29. kolovoza 2020. godine, Damian Kadzior je potpisao za španjolskog prvoligaša Eibar.

## Uspjesi

### Klupski
Dinamo Zagreb
- Prvak Hrvatske (2): 2018./19., 2019./20.
- Hrvatski superkup (1): 2019.

## Vanjske poveznice
- 90minut.pl Profil
- Transfermarkt.pl Profil